# Distrito de Mistelbach
El distrito de Mistelbach es un distrito político del estado de Baja Austria (Austria). La capital del distrito es la ciudad de Mistelbach.

## División administrativa

### Localidades con población (año 2018)
- Altlichtenwarth 769
- Asparn an der Zaya 1865
- Bernhardsthal 1604
- Bockfließ 1348
- Drasenhofen 1109
- Falkenstein 457
- Fallbach 819
- Gaubitsch 894
- Gaweinstal 3947
- Gnadendorf 1127
- Großebersdorf 2236
- Großengersdorf 1478
- Großharras 1116
- Großkrut 1572
- Hausbrunn 857
- Herrnbaumgarten 943
- Hochleithen 1166
- Kreuttal 1429
- Kreuzstetten 1541
- Laa an der Thaya 6280
- Ladendorf 2298
- Mistelbach 11 559
- Neudorf bei Staatz 1430
- Niederleis 861
- Ottenthal 544
- Pillichsdorf 1157
- Poysdorf 5527
- Rabensburg 1100
- Schrattenberg 810
- Staatz 1933
- Stronsdorf 1584
- Ulrichskirchen-Schleinbach 2630
- Unterstinkenbrunn 560
- Wildendürnbach 1574
- Wilfersdorf 2175
- Wolkersdorf im Weinviertel 7201

### Municipios
Barrios, aldeas y otras subdivisiones de los municipios se indican con letras pequeñas.
- Altlichtenwarth
- Asparn an der Zaya
  - Altmanns, Michelstetten, Olgersdorf, Schletz
- Bernhardsthal
  - Bernhardsthal, Katzelsdorf, Reintal
- Bockfließ
- Drasenhofen
  - Drasenhofen, Fünfkirchen, Kleinschweinbarth, Steinebrunn, Stützenhofen
- Falkenstein
- Fallbach
  - Fallbach, Friebritz, Hagenberg, Hagendorf, Loosdorf
- Gaubitsch
  - Altenmarkt, Gaubitsch, Kleinbaumgarten
- Gaweinstal
  - Atzelsdorf, Gaweinstal, Höbersbrunn, Martinsdorf, Pellendorf, Schrick
- Gnadendorf
  - Eichenbrunn, Gnadendorf, Oedenkirchenwald, Pyhra, Röhrabrunn, Wenzersdorf, Zwentendorf
- Groß-Engersdorf
- Großebersdorf
  - Eibesbrunn, Großebersdorf, Manhartsbrunn, Putzing
- Großharras
  - Diepolz, Großharras, Zwingendorf
- Großkrut
  - Althöflein, Ginzersdorf, Großkrut, Harrersdorf
- Hausbrunn
- Herrnbaumgarten
- Hochleithen
  - Bogenneusiedl, Traunfeld, Wolfpassing an der Hochleithen
- Kreuttal
  - Hautzendorf, Hornsburg, Ritzendorf, Unterolberndorf
- Kreuzstetten
  - Niederkreuzstetten, Oberkreuzstetten, Streifing
- Laa an der Thaya
  - Hanfthal, Kottingneusiedl, Laa an der Thaya, Ruhhof, Ungerndorf, Wulzeshofen
- Ladendorf
  - Eggersdorf, Garmanns, Grafensulz, Herrnleis, Ladendorf, Neubau, Pürstendorf
- Mistelbach an der Zaya
  - Ebendorf, Eibesthal, Frättingsdorf, Hörersdorf, Hüttendorf, Kettlasbrunn, Lanzendorf, Mistelbach, Paasdorf, Siebenhirten
- Neudorf bei Staatz
  - Kirchstetten, Neudorf bei Staatz, Rothenseehof, Zlabern
- Niederleis
  - Helfens, Kleinsitzendorf, Niederleis, Nodendorf
- Ottenthal
  - Guttenbrunn, Ottenthal
- Pillichsdorf
- Poysdorf
  - Altruppersdorf, Erdberg, Föllim, Ketzelsdorf, Kleinhadersdorf, Poysbrunn, Poysdorf, Walterskirchen, Wetzelsdorf, Wilhelmsdorf
- Rabensburg
- Schrattenberg
- Staatz
  - Ameis, Enzersdorf bei Staatz, Ernsdorf bei Staatz, Kautendorf, Staatz, Waltersdorf bei Staatz, Wultendorf
- Stronsdorf
  - Oberschoderlee, Patzenthal, Patzmannsdorf, Stronegg, Stronsdorf, Unterschoderlee
- Ulrichskirchen-Schleinbach
  - Kronberg, Schleinbach, Ulrichskirchen
- Unterstinkenbrunn
- Wildendürnbach
  - Alt-Prerau, Neuruppersdorf, Pottenhofen, Wildendürnbach
- Wilfersdorf
  - Bullendorf, Ebersdorf an der Zaya, Hobersdorf, Wilfersdorf
- Wolkersdorf im Weinviertel
  - Münichsthal, Obersdorf, Pfösing, Riedenthal, Wolkersdorf im Weinviertel